# Rivula violetta
Rivula violetta är en fjärilsart som beskrevs av William Schaus 1904. Rivula violetta ingår i släktet Rivula och familjen nattflyn. Inga underarter finns listade.